# Mid Blue
『Mid Blue』（ミッド・ブルー）は中山美穂の17作目のスタジオ・アルバム。1995年9月30日にキングレコードより発売された。(CD: KICS-520)

## 概要
1992年以降、オリジナル・アルバムは初夏にリリースされていたが、この年は秋のリリースとなった。前作同様セルフ・プロデュースによるもので、ロサンゼルスでレコーディングされた。全編バラードで構成されている。
オリコン・アルバムチャートでは初登場9位だったが翌週には7位に上昇し、最終的にセールスも前作『Pure White』を上回った。
TBS系ドラマ『ひと夏のラブレター』の主題歌となったシングル「Hurt to Heart 〜痛みの行方〜」を収録している。
このアルバムを引っ提げてのコンサートツアー『Miho Nakayama Concert Tour '95 "f"』（1995年10月1日から11月28日まで全国34公演）が開催された。例年は夏に行われていたコンサートだったが、この年は今作を中心とした秋のコンサートとなった。
ジャケットのアートワークはサカグチケンが手掛けている。

### 批評
HMVの商品ページでは、「しっとりとさりげなく響き渡る優しい楽曲の調べ。そっと囁くようにメロディを紬ぎ出す中山美穂の歌。この淡々とした楽曲の中には、今の彼女自身の等身大の想いや憧れなどが詰まっている。」と評されている。

## 収録曲
| #         | タイトル                         | 作詞                      | 作曲      | 編曲         | 時間  |
| --------- | -------------------------------- | ------------------------- | --------- | ------------ | ----- |
| 1.        | 「16ブランコ」                   | 中山美穂                  | Maria     | 溝口肇       | 5:29  |
| 2.        | 「LOVE」                         | 中山美穂・小竹正人・CINDY | CINDY     | KENNY HARRIS | 5:16  |
| 3.        | 「追憶 -Reminiscence-」          | 中山美穂・小竹正人        | CINDY     | KENNY HARRIS | 7:21  |
| 4.        | 「抱きしめたい」                 | 小竹正人                  | Maria     | STEVE BRAY   | 4:13  |
| 5.        | 「イタイ」                       | 小竹正人                  | Maria     | STEVE BRAY   | 3:20  |
| 6.        | 「SWEET N' SOUR SOUP」           | 小竹正人                  | Maria     | JAI WIDING   | 3:40  |
| 7.        | 「AFTERNOON」                    | 小竹正人                  | CINDY     | KENNY HARRIS | 4:58  |
| 8.        | 「GAME IS OVER」                 | 中山美穂・小竹正人        | CINDY     | KENNY HARRIS | 5:18  |
| 9.        | 「BROWN SHOES」                  | 小竹正人                  | CINDY     | ATOM KEANE   | 4:37  |
| 10.       | 「SMILE AGAIN」                  | CINDY                     | Maria     | Maria        | 4:13  |
| 11.       | 「Hurt to Heart 〜痛みの行方〜」 | 横山敬子                  | 横山敬子  | Jerry Hey    | 5:12  |
| 合計時間: | 合計時間:                        | 合計時間:                 | 合計時間: | 合計時間:    | 53:52 |

### 曲解説
1. 16ブランコ
2. LOVE
  - NHKの音楽番組『ポップジャム』でこの曲を披露した。
3. 追憶 -Reminiscence-
4. 抱きしめたい
5. イタイ
6. SWEET N' SOUR SOUP
7. AFTERNOON
8. GAME IS OVER
9. BROWN SHOES
10. SMILE AGAIN
11. Hurt to Heart 〜痛みの行方〜
  - TBS系ドラマ『ひと夏のラブレター』主題歌。

## 再発盤
- 2015年10月14日 - CD（廉価盤 KICS-3277）
  - 2015年リマスタリング仕様で「30th Anniversary Original Album Collection」として、これまでにリリースしたアルバムのうち25作品が同日再発売された。[4]